# 柳家東三楼
柳家 東三楼（やなぎや とうざぶろう）は、落語家の名跡。
- 柳家東三楼 - 初代柳家三語楼門下で東蔵から1922年5月に柳家東三楼になった人物がいる。
- 二代目柳家東三楼 - 後∶五代目古今亭志ん生
- 三代目柳家東三楼 - 本項で記述

三代目 柳家 東三楼（やなぎや とうざぶろう、1976年9月28日 - ）は、落語家、政治活動家（立憲民主党所属）、演出家、脚本家、俳優、大学教員である。落語協会所属の真打。本名：稲葉 昭義（いなば あきよし）。紋∶丸に三ツくくり猿。出囃子∶「靭猿」。ニューヨークを活動の拠点としているが、政治活動のため帰国して横浜市を活動拠点としている。

## 経歴
東京都江東区亀戸出身。江東区立亀戸中学校、法政大学第一高等学校卒業後の1999年5月、三代目柳家権太楼に入門する。前座名は、師匠権太楼が大師匠五代目柳家小さんに「小よし（本名の昭義から）」、「小稲（同じ苗字である柳家さん喬の前座名）」の伺いを立てたが却下され、五代目柳家小さんが本名の「稲葉」から「因幡の白うさぎ」を連想し「ごん白」となる。2002年5月、日本大学芸術学部文芸学科中退。
2002年11月に柳家喬四郎、鈴々舎風車、三遊亭亜郎と共に二ツ目昇進し「小権太」と改名。2003年、第8回岡本マキ賞受賞。
2014年3月、四代目柳家三語楼、三遊亭究斗、五代目古今亭志ん好、三代目桂やまとと共に真打昇進、同時に三代目柳家東三楼を襲名した。東亜大学芸術学部客員准教授。
2016年、第71回文化庁芸術祭大衆芸能部門新人賞受賞。また10月には演劇集団柳家東三楼一座旗揚げ 脚本・演出・主宰となる。2018年2月から4月にかけてトロント、ニューヨークで18公演に及ぶツアー。演劇コントユニット、ハレとケを結成。脚本と俳優担当。
2018年8月、東亜大学芸術学部トータルビューティー学科客員准教授に就任。同年10月より2019年2月に渡りサンフランシスコ、タンパ、マイアミ、セントピーターズバーグ、ニューオリンズ、ボストン、ニューヨーク、トロントと大学、高校、小学校、老人施設、文化会館、総領事館等を英語、日本語で落語をする35公演のボランティアツアーを行う。2019年6月、アメリカ O-1 visa取得後渡米、ニューヨーク州ブルックリンを拠点に活動中。2020年4月にはオンラインサロン「柳家東三楼の行動主義！」を開設。2021年4月より，RAKUGO Association of Americaの代表となる。
2024年10月、同月に執行される第50回衆議院議員総選挙に立憲民主党が神奈川県第2区の候補者として擁立する方向であることが伝えられ、同月3日に出馬表明、同月5日に立憲民主党から公認候補として発表された。出馬表明から僅か20日間余りでの超短期戦となり、同月27日の投開票では47,222票を獲得したが第99代内閣総理大臣の菅義偉に大差で敗れ、重複立候補していた比例南関東ブロックでも同党重複立候補者では惜敗率順で最下位となり、復活も果たせなかった（惜敗率：39.50%）。
2025年1月、立憲民主党の次期衆議院議員総選挙・神奈川県第2区総支部長に再任され、公認内定者となった。

## 芸歴
- 1999年
  - 4月 - 三代目柳家権太楼に入門。
  - 7月 - 前座となる、前座名「ごん白」。
- 2002年11月 - 二ツ目昇進、「小権太」と改名。
- 2014年3月 - 真打昇進、「三代目柳家東三楼」を襲名。

## 出囃子
- さくら音頭（2002年 - 2014年）
- 靭猿（2014年 - ）

## 主な作品・メディア
映画
- 2011年 「落語物語」
- 2015年 「グッドモーニングショー」

舞台
・2012年 かたつむり 第弐部 紫陽花の章
- 2016年 第1回 柳家東三楼一座 旗揚げ公演 「みんなdeらくご」
- 2017年 第2回 柳家東三楼一座公演「十二人の粋な江戸っ子」
- 2018年 第3回 柳家東三楼一座公演 「モノクロ 品川 目黒」
- 初監督作品 ショートフィルム 「MONOCRO」

テレビ
- 笑点、アド街ック天国 、NHK桂文珍の演芸図鑑、ほか

新聞
- ジャピオン　連載コラム「柳家東三楼のアメリカに落語の花を咲かせましょう」（2021年4月2日〜）
- 週刊ベイスポ　連載コラム「柳家東三楼のBreak a leg　落語の時間ですよ」（2021年3月12日〜）

ラジオ
- さくらラジオ　レギュラー「三代目 柳家東三楼のアメリカよもやま噺」（2019年11月〜）

著書
- 新しい落語の世界（2023年6月、彩流社）ISBN 978-4779128899

## 選挙歴
| 当落 | 選挙                   | 執行日         | 年齢 | 選挙区        | 政党       | 得票数    | 得票率 | 定数 | 得票順位 /候補者数 | 政党内比例順位 /政党当選者数 |
| ---- | ---------------------- | -------------- | ---- | ------------- | ---------- | --------- | ------ | ---- | ------------------ | ---------------------------- |
| 落   | 第50回衆議院議員総選挙 | 2024年10月27日 | 48   | 神奈川県第2区 | 立憲民主党 | 4万7222票 | 20.61% | 1    | 2/5                | 11/6                         |